# Carlos Torres-Machado
Carlos Torres-Machado es un artista visual ecuatoriano. Es el actual presidente de ArteLatAm, una organización artística dedicada al apoyo de artistas visuales latinoamericanos. Tiene su sede en Queens, Nueva York.

## Vida personal
Torres-Machado nació en Ecuador. Desde muy joven, expresó su amor por el arte y otras disciplinas de interés.  En 2012, Torres-Machado se mudó a la ciudad de Nueva York para seguir desarrollando su carrera como artista.  Vive junto con su esposa y su hijo en la ciudad de Nueva York . 

## Carrera profesional
Carlos Torres-Machado se graduó con un BFA en Artes Contemporáneas, Comunicación, Fotografía y Psicología en la Universidad Nacional de las Artes y en la Universidad San Francisco de Quito. Desde que se mudó a Nueva York, ha realizado exposiciones en Europa, América Latina y grandes bienales internacionales.  En 2017, fue galardonado como el ganador regional de Nueva York de la serie de artesanos Bombay Sapphire.  Torres-Machado tiene experiencia como fotógrafo.  Sus obras de arte abstractas se caracterizan principalmente por su variedad de color y el uso del lenguaje geométrico.
Después de tener éxito en el mercado de arte latinoamericano de Nueva York, Torres-Machado decidió que era muy importante compartir parte de su éxito y fundó ArteLatAm, la cual es una organización artística que trabaja para aumentar la visibilidad y el reconocimiento de los artistas visuales de América Latina en todo el mundo, proporcionándoles las herramientas y las habilidades necesarias para prosperar.